# 웅부도서관
웅부도서관은 경상북도 안동시에 있는 공립 도서관이다.